# Fruhstorferiola okinawaensis
Fruhstorferiola okinawaensis är en insektsart som först beskrevs av Tokuichi Shiraki 1930.  Fruhstorferiola okinawaensis ingår i släktet Fruhstorferiola och familjen gräshoppor. Inga underarter finns listade i Catalogue of Life.